# Nikolaus Maaßen
Nikolaus Maaßen (* 5. September 1888 in Lohe bei Heide; † 22. Dezember 1967 in Bad Homburg vor der Höhe) war ein deutscher Mittelschulleiter in Preetz und Lehrerverbandsfunktionär.
Maaßen kam im Oktober 1914 nach Preetz und wurde 1920 Rektor der Mittelschule. Daneben engagierte er sich für den Turnsport. Maaßen setzte sich für die Mittelschule als eigenständige Schulform ein. Dabei ging es ihm zunehmend um eine nationalsozialistische Durchdringung, zum 1. Mai 1933 trat er in die NSDAP ein (Mitgliedsnummer 2.749.006). Bildungswahn sei der Volkstod, daher sei die Zurückbildung des „ausgeweiteten höheren Schulwesens eine eugenisch-biologische Notwendigkeit“. Auch trat er für eine in jeder Hinsicht rassistisch ausgerichtete Pädagogik mit der „Erbgesundheit“ im Mittelpunkt ein.
Im Juli 1934 wurde Maaßen im NS-Lehrerbund Reichsfachschaftsleiter für Mittelschulen. Auch weiterhin publizierte Maaßen seine nationalsozialistische Überzeugung neben vielen Schulbüchern, z. B. für den Englischunterricht. In seinem 1935 erschienenen Buch „Planvolle Schulgestaltung - Beiträge zur Frage des Schulnetzes in der völkischen Schulreform“ wies er auf die Bedeutung der ländlichen Mittelschulen hin, die dem angeblich schlechten und verderblichen Einfluss der Großstadt entgegenstand: „Die tiefste Ursache des völkischen Niedergangs liegt darin, daß wir uns von den Urkräften der Natur und den Grundgesetzen der völkischen Lebensordnung entfernt haben [...]. Auf dem schulorganisatorischen Gebiet fehlt noch der entsprechende Rasseerlaß, der den Schulaufbau planvoll so ordnet, daß er nicht nur von den rassezerstörenden Auswirkungen befreit, sondern voll in den Dienst der Rasse gestellt wird und so die Sicherung der Erbkraft und damit des Lebens und der Zukunft unseres Volkes voll verbürgt.“ Im Oktober 1936 wechselte Maaßen nach Frankfurt am Main, wo er Stadtschulrat wurde und die Privat- und Mittelschulen beaufsichtigte. 1945 verlor er seine Ämter. Sein überarbeitetes Englischbuch Learning English (Klett-Verlag) war eines der ersten auf dem Nachkriegsmarkt.
Nach 1945 war er weiter führend im Verband deutscher Real- und Mittelschullehrer tätig und wurde zum Ehrenvorsitzenden ernannt. Er war auch Mitbegründer der Gemeinschaft Deutscher Lehrerverbände und leitete  ab 1952 bis zum Tod die Zeitschrift Der hessische Erzieher für den Bund hessischer Lehrer und Erzieher.

## Schriften
- Planvolle Schulgestaltung – Beiträge zur Frage des Schulnetzes in der völkischen Schulreform, 1935
- Quellen zur Geschichte der Mittel- und Realschulpädagogik, Schroedel 1958
- mit Walter Schöler: Geschichte der Mittel- und Realschulpädagogik, 2 Bde., Schroedel 1960/61
- Mein Leben im Dienste der Schule, besonders der Mittelschule, Schroedel 1959

## Einzelbelege
1. ↑  Nikolaus Maaßen 75 Jahre alt, FAZ, 4. September 1963; Maaßen gestorben, FAZ, 30. Dezember 1967
2. ↑  Ralf Mertens: "... eine neue Machtposition für die Bewegung zu schaffen". In: AKENS Informationen 33/34. 1998, abgerufen am 11. Oktober 2020.
3. ↑  Bundesarchiv R 9361-IX KARTEI/26900120
4. ↑  Zitate bei Ralf Mertens 1998.
5. ↑  Malte Klein: Wie im Geschichtsunterricht Nationalsozialismus vermittelt werden sollte: Lehrpläne und Schulgeschichtsbücher 1933-1945. LIT Verlag Münster, 2020, ISBN 978-3-643-14565-9 (google.de [abgerufen am 11. Oktober 2020]).

| Personendaten    | Personendaten                                      |
| ---------------- | -------------------------------------------------- |
| NAME             | Maaßen, Nikolaus                                   |
| ALTERNATIVNAMEN  | Maaßen, Nicolaus                                   |
| KURZBESCHREIBUNG | deutscher Schulleiter und Lehrerverbandsfunktionär |
| GEBURTSDATUM     | 5. September 1888                                  |
| GEBURTSORT       | Lohe-Rickelshof                                    |
| STERBEDATUM      | 22. Dezember 1967                                  |
| STERBEORT        | Bad Homburg von der Höhe                           |